# 恩里克·维拉-马塔斯
恩里克·维拉-马塔斯（Enrique Vila-Matas，1948年3月31日—），生于巴塞罗那，西班牙加泰罗尼亚语作家。他的作品曾多次获奖，如 罗慕洛·加列戈斯奖、美第奇奖和瓜达拉哈拉国际书展罗曼语文学奖等。其被翻译至 30 多种语言。他是《巴黎评论》"小说艺术 "栏目采访的三位西班牙作家之一。

## 小说作品
- 《受启发的女凶手》（La asesina ilustrada）（1977）
- 《便携式文学掠影》（Historia abreviada de la literatura portátil）（1985）
- 《自杀典范》（Suicidios ejemplares）（1991）
- 《编造的回忆》（Recuerdos inventados）（1994）
- 《奇特的生活方式》（1997）
- 《垂直之旅》（2000）
- 《巴特比和同伴》（Bartleby y compañía）（2001）
- 《蒙塔诺的烦恼》（El Mal de Montano）（2002）
- 《巴黎永无止境》(París no se acaba nunca)（2003）
- 《帕萨温托医生》(Doctor Pasavento)（2005）
- 《蒙特维的亚》（Montevideo）(2022)